# Prîputenka, Izeaslav
Prîputenka (în ucraineană Припутенка) este un sat în comuna Bileve din raionul Izeaslav, regiunea Hmelnîțkîi, Ucraina.

## Demografie
Componența lingvistică a localității Prîputenka
     Ucraineană (98,57%)
     Belarusă (1,43%)
Conform recensământului din 2001, majoritatea populației localității Prîputenka era vorbitoare de ucraineană (98,57%), existând în minoritate și vorbitori de belarusă (1,43%).